# Codrus (Cronegk)

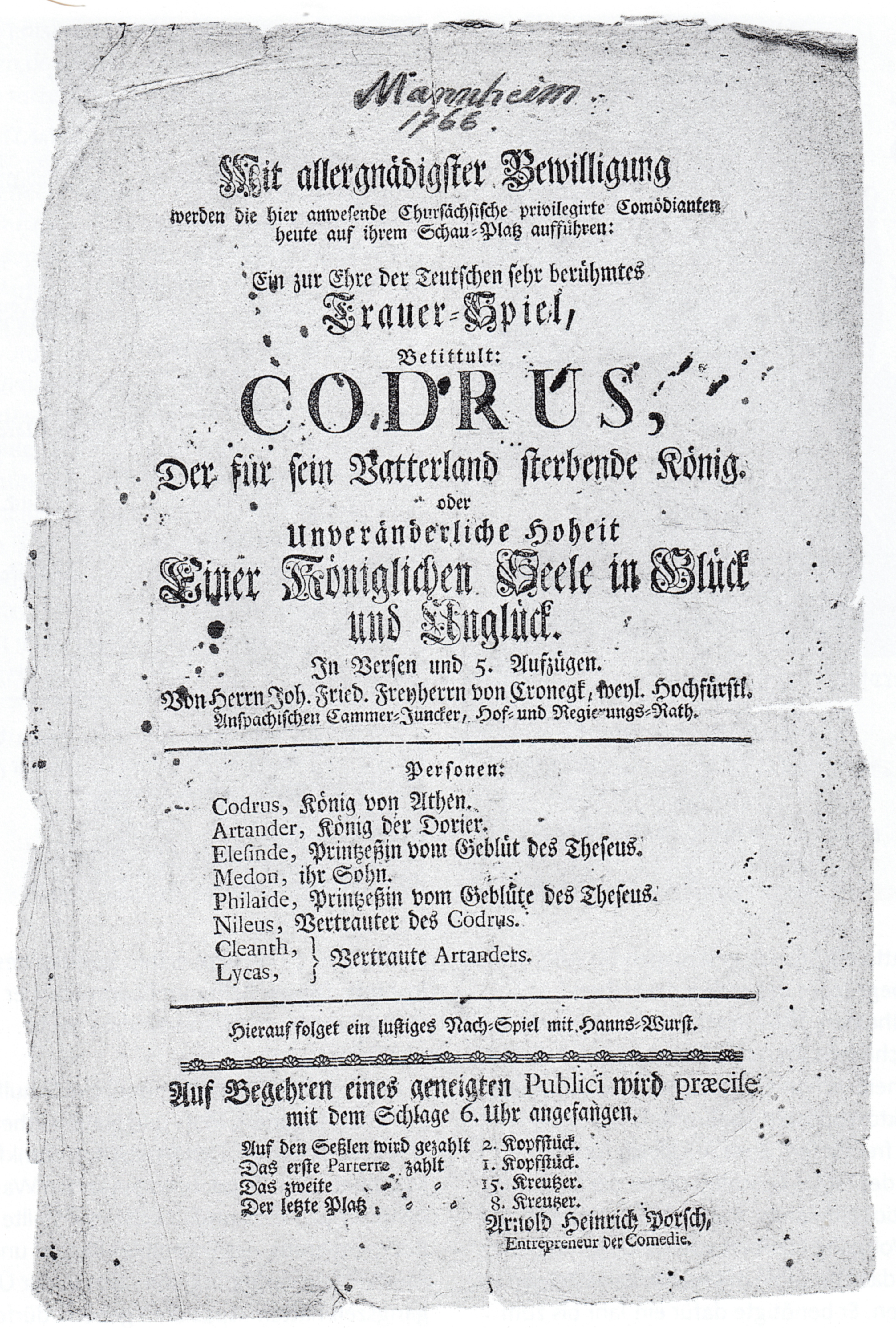
Theaterzettel zu einer Aufführung des Codrus durch die Truppe von Arnold Heinrich Porsch in Mannheim, 1766

Codrus ist ein fünfaktiges Trauerspiel in Alexandrinern von Johann Friedrich von Cronegk. Dem Autor wurde (unter allerdings nur drei Einsendungen, von denen eine nicht gewertet wurde) der Preis für das beste Trauerspiel zugesprochen, der 1757 von den Herausgebern der Bibliothek der schönen Wissenschaften und der freyen Künste ausgelobt worden war. Das Stück erschien zuerst 1758 im Anhang zum ersten und zweiten Band dieser Zeitschrift.

## Inhaltsangabe
Das Stück basiert auf dem Kodros-Stoff. Laut einem Orakelspruch werde der Angriff der Dorier auf Athen nur dann abgeschlagen, wenn ihr König fällt, im Stück lautet die Formulierung (5. Aufzug, 9. Auftritt):
Wird eines Königs Blut vergossen
Von seiner Feinde zorngen Hand:
So wird der Krieg beschlossen:
So siegt sein Vaterland.
Dominiert wird Cronegks Bearbeitung aber von einem frei erfundenen Liebeskonflikt. Codrus möchte sich mit Philaide vermählen, die jedoch unsterblich in den totgeglaubten Medon verliebt ist. Als dieser doch wieder auftaucht, möchte Codrus auf die Verbindung verzichten.
Von seinem dorischen Feind Artander bei den Friedensverhandlungen hintergangen, gerät Codrus mit Gefolge in Gefangenschaft und soll mit den anderen hingerichtet werden. Da Medon aber Artander einmal im Kampf das Leben geschenkt hat, wird jener freigelassen und darf noch eine weitere Person bestimmen. Die Wahl des patriotischen Medon fällt auf Codrus, der aber den Orakelspruch kennt und vor seiner Freilassung den Tod sucht. In der Folge werden die Dorier von einem herannahenden Heer Thebanern vertrieben.

## Erstaufführung
Die früheste ermittelte Aufführung des Codrus, durchgeführt von der Ackermann’schen Truppe, fand am 15. April 1760 in Basel anlässlich der 300-Jahr-Feier der dortigen Universität statt.

## Ausgaben
- Leipzig: Dyk 1758 in der Google-Buchsuche
- Leipzig: Posch 1760 in der Google-Buchsuche
- Berlin und Leipzig: Rüdiger 1766 in der Google-Buchsuche
- Digitale Edition der Erstausgabe als Teil des German Drama Corpus (GerDraCor)